# Welf I av Bayern
Welf I av Bayern, född 1000-talet, död 1101, var regerande hertig av Bayern från 1070 till 1101. 